# Honnayakanahalli, Mandya
Honnayakanahalli là một làng thuộc tehsil Mandya, huyện Mandya, bang Karnataka, Ấn Độ.